# St. Margaretha (Unterübermoos)

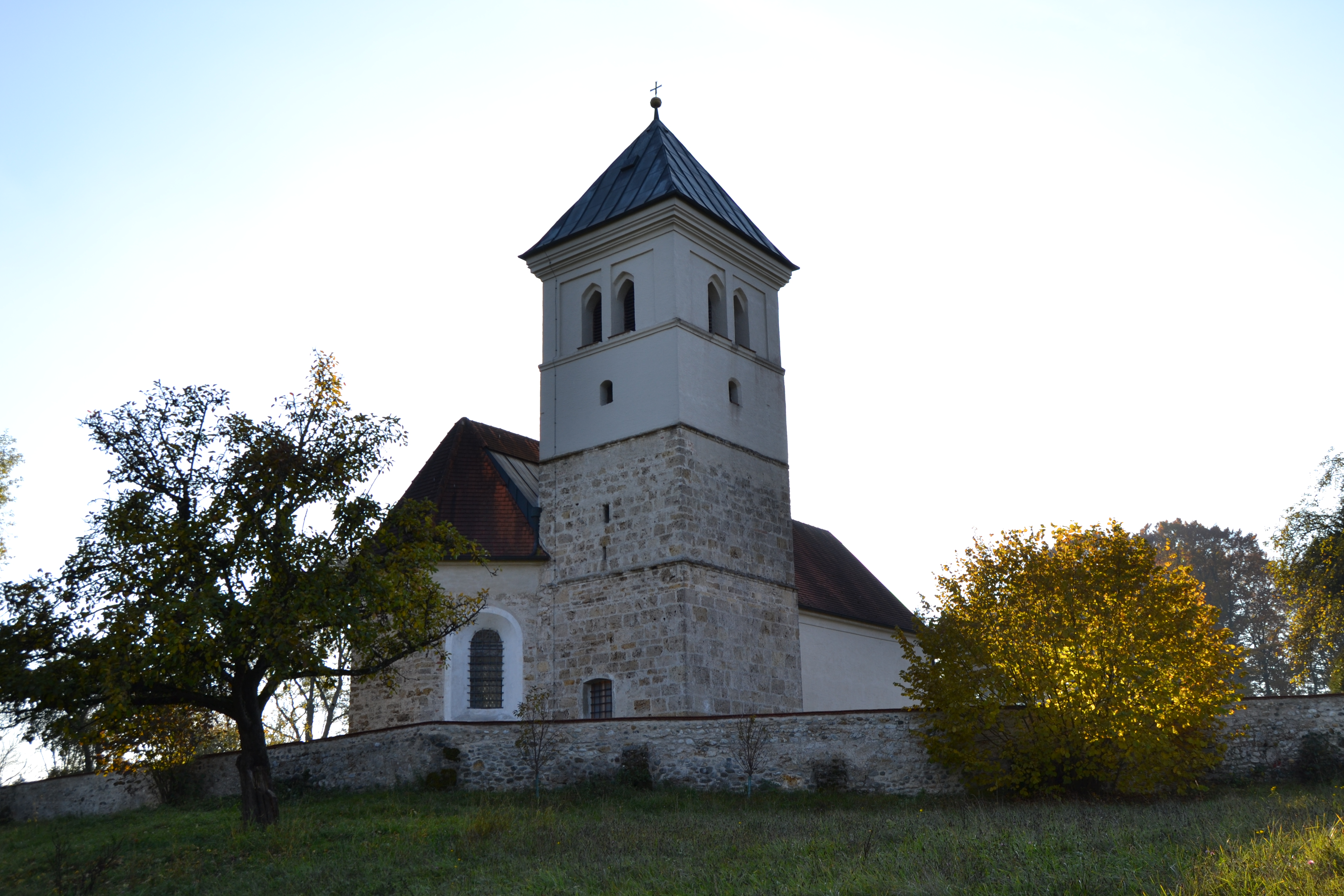
St. Margaretha in Unterübermoos

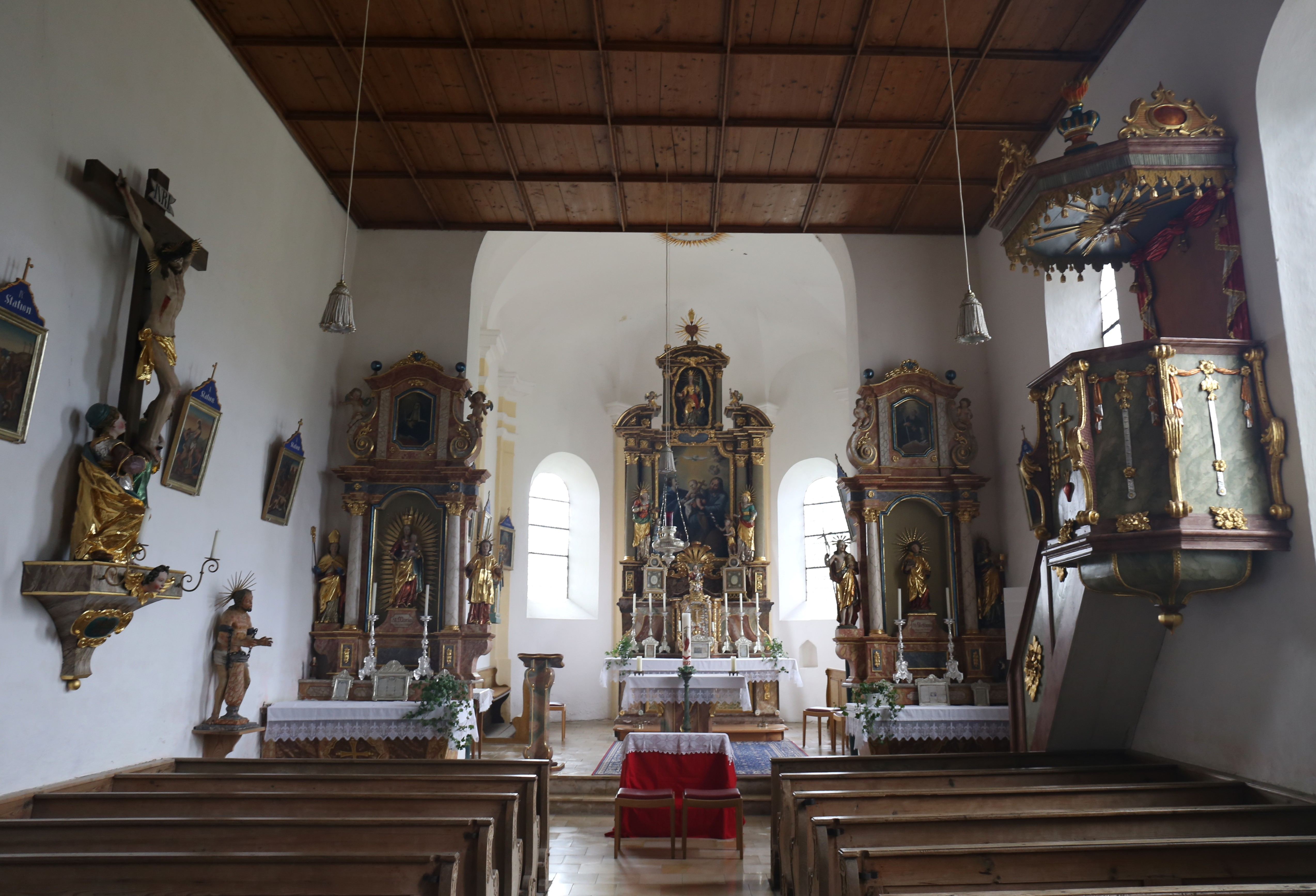
Innenraum

Die römisch-katholische Filialkirche St. Margaretha steht in Unterübermoos, einem Gemeindeteil von Pfaffing im oberbayerischen Landkreis Rosenheim. Sie ist in der Liste der Baudenkmäler in Pfaffing (Landkreis Rosenheim) unter der Nr. D-1-87-159-33 eingetragen. Die Kirche gehört zum Dekanat Rosenheim im Erzbistum München und Freising.

## Beschreibung
Die romanische Saalkirche besteht aus dem Langhaus, dem eingezogenen, dreiseitig geschlossenen, spätgotischen Chor im Osten und dem Chorflankenturm mit Pyramidendach an der Nordwand des Chors. Im Erdgeschoss des Turms befindet sich die Sakristei. 
Im obersten Geschoss des Turms hängen hinter den als Biforien gestalteten Klangarkaden in einem hölzernen Glockenstuhl drei Glocken. Die älteste mit einem Durchmesser von 87 cm wurde 1651 gegossen. Sie ist dem heiligen Stephanus gewidmet, der Schlagton ist cis‘‘. Die beiden kleineren Glocken stammen aus dem Jahr 1950. Die nach der Heiligen Familie benannte ist im Durchmesser 67 cm groß, Ton d‘‘, und die zu Ehren der Kirchenpatronin, der heiligen Margaretha, geweihte hat einen Durchmesser von 60 cm; der Schlagton ist e‘‘.
Durch einen Vorbau an der Westwand des Langhauses gelangt der Besucher zum Portal mit einer geschnitzten Tür aus Eichenholz von 1844. Das Langhaus ist mit einer Kassettendecke überspannt, der Chor mit einem Stichkappengewölbe, das sich über Pilastern erhebt, die Sakristei mit einem Kreuzgratgewölbe.
Der spätbarocke Hochaltar wurde 1701 geschaffen. Sein zwischen zwei Säulenpaare gestelltes Altarblatt zeigt in Öl auf Leinwand gemalt die Heilige Familie. Neben dem Gemälde steht auf der linken Seite eine Statue der heiligen Anna mit Maria, ihrer Tochter, und auf der rechten Seite eine Figur der heiligen Elisabeth mit Johannes dem Täufer, ihrem Sohn, als Kind. Im Altarauszug ist in einer alten Statue die Kirchenpatronin, die heilige Margaretha, dargestellt, zu ihren Füßen der Drache, der sie der Legende nach verschlingen wollte, aber durch das Kreuzzeichen vertrieben wurde. Neben ihr auf den beiden Voluten sitzen zwei Engel. Ein drehbarer Tabernakel, dessen Front mit einem Kruzifix und dem flammenden Herzen Jesu kunstvoll gestaltet ist, wird von vier kleinen weinlaubumrankten Wendelsäulen flankiert sowie zwei kleinen betenden Engeln. Ein Pelikan als Christussymbol und abwechselnd eine kleine Figur des auferstandenen Christus oder eine Madonna bekrönen den Tabernakel. Nach altem Glauben nährte der Pelikan seine Jungen mit dem eigenen Blut, so wie Jesus für die Menschen sein Blut vergoss.
Die Seitenaltäre mit jeweils zwei glatten Säulen entstanden in der Zeit des Spätbarock. In der Mittelnische des nördlichen beziehungsweise linken Altars steht eine Marienstatue mit Jesuskind als Himmelskönigin im Strahlenkranz. Die Figuren auf den Konsolen links und rechts daneben, ein Bischof und ein Diakon, sollen wahrscheinlich den heiligen Wolfgang und den heiligen Laurentius darstellen. Das Gemälde im Altarauszug zeigt die heilige Scholastika. Zentrale Figur im südlichen Altar ist der heilige Stephanus. Neben ihm stehen links der heilige Johannes der Täufer und rechts der Apostel Johannes. Das Bild im  Altarauszug stellt den heiligen Benedikt dar.